# Tori Peeters
Victoria „Tori“ Peeters (* 17. Mai 1994 in Matamata) ist eine neuseeländische Leichtathletin, die sich auf den Speerwurf spezialisiert hat und Inhaberin des Landesrekords in dieser Disziplin ist.

## Sportliche Laufbahn
Erste internationale Erfahrungen sammelte Tori Peeters im Jahr 2012, als sie bei den Ozeanienmeisterschaften in Cairns mit einer Weite von 42,21 m die Goldmedaille gewann. 2015 nahm sie an der Sommer-Universiade in Gwangju teil und belegte dort mit 55,00 m den sechsten Platz und 2017 verpasste sie bei den Studentenweltspielen in Taipeh mit 48,50 m den Finaleinzug. 2019 gewann sie bei den Ozeanienmeisterschaften in Townsville mit 51,79 m die Bronzemedaille hinter den Australierinnen Kelsey-Lee Barber und Mackenzie Little und im Jahr darauf siegte sie mit 62,04 m beim Sydney Track Classic. 2021 siegte sie mit 54,47 m beim Sir Graeme Douglas International sowie mit 59,25 m beim Queensland Track Classic. Im Jahr darauf siegte sie dann mit 56,50 m erneut beim Sir Graeme Douglas International. Im Juni gewann sie bei den Ozeanienmeisterschaften in Mackay mit 60,68 m die Silbermedaille hinter der Australierin Mackenzie Little. Daraufhin schied sie bei den Weltmeisterschaften in Eugene mit 53,67 m in der Qualifikationsrunde aus und gelangte dann bei den Commonwealth Games in Birmingham mit 57,86 m auf Rang fünf.
2023 siegte sie mit 59,00 m beim Maurie Plant Meet – Melbourne und wurde beim Memoriał Kamili Skolimowskiej mit 62,73 m Dritte. Anschließend schied sie bei den Weltmeisterschaften in Budapest mit 59,59 m in der Vorrunde aus. Im Jahr darauf verpasste sie dann bei den Olympischen Sommerspielen in Paris mit 59,78 m den Finaleinzug.
In den Jahren 2012, 2014, 2018 sowie 2020 und von 2022 bis 2024 wurde Peeters neuseeländische Meisterin im Speerwurf.